# 刚果民主共和国—美国关系
刚果民主共和国－美国关系是指刚果民主共和国与美利坚合众国之间的国际双边关系。

## 历史关系
刚果民主共和国于1960年6月30日从比利时独立后与美国建立了外交关系。冷战期间在总统蒙博托·塞塞·塞科的领导下的该国被称为薩伊共和國，同时因蒙博托的反共立场而与美国保持着密切的联盟关系。这一联盟促使美国向扎伊尔提供了大量的对外援助，并在非洲与苏联支持的运动进行合作对抗。然而在1991年苏联解体后，美国对扎伊尔的支持逐渐减弱，这一变化也在一定程度上促成了蒙博托在第一次刚果战争中的垮台，以及该国随后更名为刚果民主共和国。

## 经济关系
美国是刚果民主共和国最大的贸易伙伴之一，美国每年向刚果民主共和国出口价值2.53亿美元的产品，并从刚果民主共和国进口价值3.231亿美元的产品。
美国是刚果民主共和国最大的双边援助国，持续提供援助以促进其国家发展与地区稳定。在2025年的最新外交动态中，刚果民主共和国总统费利克斯·齐塞克迪向美国总统唐纳德·特朗普提出一项合作提议，拟通过开放采矿权以换取美方在打击M23叛乱武装方面的援助。该提议凸显了刚果民主共和国在钴、锂、铜和钽等关键矿产资源方面的战略储备，这些资源对于美国高科技产业具有重要意义。此外美国亦与刚果民主共和国及赞比亚签署了谅解备忘录，三方将合作推进电动汽车电池供应链的建设，进一步彰显了刚果民主共和国在全球新能源产业链中的关键地位。

## 文化关系
刚果民主共和国与美国之间的文化交流相对有限，主要通过教育项目及国际组织所主导的活动实现互动。两国均为刚果盆地森林伙伴关系的成员，该合作倡议旨在推动对刚果盆地热带雨林的可持续管理。此项伙伴关系体现了双方在环境保护方面的共同承诺，并为文化与科学领域的合作提供了契机。

## 军事关系
美国与刚果民主共和国及其他中非国家展开合作以加强区域安全，诸如“三方加”（Tripartite Plus）协议等多边倡议，该协议涵盖刚果民主共和国、卢旺达、乌干达和布隆迪，旨在推动区域安全的协同应对。此外美国亦支持联合国在边境监控及应对包括M23等叛乱武装在内的冲突问题上的相关努力。齐塞克迪总统所提出的安全协议建议旨在正式寻求美国对抗该类武装组织的协助，进一步彰显两国在军事安全领域的持续合作。